# Zapata Petroleum Corporation
Zapata Petroleum Corporation was een boormaatschappij die in 1953 werd opgericht door Hugh Liedtke, Bill Liedtke, George H.W. Bush en John Overbey. De naam was ontleend aan de film Viva Zapata! die toen draaide. Een jaar later werd ook Zapata Off-Shore Company opgericht.
Bush werkte sinds 1950 samen met Overby in de Bush-Overbey Oil Development Company. Voor de financiering had Bush zijn oom George Herbert Walker Jr. bereid gevonden, aangevuld door zijn vader Prescott Bush, publicist Eugene Meyer en diens schoonzoon Phil Graham. Zij handelden in concessies op land waaronder zich mogelijk olie bevond.
In 1953 sloten de gebroeders Liedtke zich bij hen aan en begaven zij zich in de olieboring met Hugh Liedtke als president en Bush als vice-president. In Coke County investeerden zij al hun kapitaal in een derde aandeel in het West Jamieson-veld. Het was een gewaagde sprong, maar alle 127 boorputten bleken te produceren.
Het succes bracht hen in een positie deel te nemen in de nieuwe ontwikkelingen in olie-exploratie en zo gingen zij in 1954 de offshore in. Overbey verliet daarop het bedrijf en het jaar daarop vertrok ook Bill Liedtke. In 1959 werd Zapata Off-Shore afgesplitst en bleef Hugh Liedtke als enige van de oprichters achter. In 1963 fuseerde hij het bedrijf met South Penn Oil tot Pennzoil.